# 楢崎弥之助
楢崎 弥之助（ならざき やのすけ、1920年〈大正9年〉4月11日 - 2012年〈平成24年〉2月29日）は、日本の政治家。本名は、楢崎 弥之祐（読みは同じ）。衆議院議員（11期）、社会民主連合書記長、同党副代表を歴任した。位階は従三位。衆議院議員を務めた楢崎欣弥は長男。
ロッキード事件やリクルート事件など数々の疑惑を暴いたため「国会の爆弾男」との異名を持ち、政治スキャンダル追及の中心的役割を担う存在であった。身長161センチ。

## 来歴・人物
福岡県に生まれる。祖先は戦国時代に糸島半島の高祖城に関係した武士であったと伝えられ、江戸時代になってから博多に移り、呉服商「紙弥」として成功した。福岡県中学修猷館時代は水泳部で活動し、1936年には日米対抗水上競技大会に出場、4位入賞。水泳に熱中しすぎて第五高等学校の受験に失敗し、翌1939年に旧制福岡高等学校と早稲田大学理工学部、東亜同文書院に合格、福岡高等学校文科甲類に進む。みずからは被差別部落出身ではなかったが、姉の嫁ぎ先が松本治一郎の隣家だったことから、旧制高校時代に当時52歳の松本治一郎を訪問。やがて松本宅への訪問を繰り返すうちに治一郎の姪の長女と恋仲になり、旧制高校卒業の年、1942年に結婚する。1942年、東京帝国大学農学部を受験するも、口頭試問で東畑精一から「福岡には九大があるのに、何で東大を受けに来たの」と質問されて逆上し、「東大は東京のもんしか受けたらいかんとですか。そんならやめます」と席を蹴って退場。福岡への帰途、京都帝国大学農学部に入学。しかし法学に興味が移った上、福岡に残した妻子が気になって半年で京大をやめ、1942年秋から九州帝国大学法文学部法科に転じる。在学中、1944年、学徒出陣で二等水兵として佐世保海兵団に入隊。復員後、1945年に九州帝国大学を卒業する。
1945年秋から松本治一郎の書生を務め、同年11月2日には日本社会党の結党大会に参加、入党する。傍ら、連合軍検閲支隊翻訳担当者や西日本生産科学研究所研究員を経て、配炭公団福岡配炭局人事課に勤務し、配炭局労働組合委員長、福岡地方公共企業体等労働委員会調停委員を歴任。結核による療養生活を経て、1950年春から松本治一郎の秘書となる。1953年、社会党福岡県連常任書記。執行委員、総務局長、書記長など専従役員を歴任。この間、松本治一郎の欧州・アフリカ・中国・北朝鮮への訪問に随行。松本治一郎の勧めと資金協力を受け、1960年11月の第29回衆議院議員総選挙に福岡1区から日本社会党公認で立候補し初当選、以後衆議院議員に11回当選している。社会党においては中央執行委員青少年局長を2期務めている。
1964年、米国のスケート級原子力潜水艦シードラゴンが長崎県の佐世保港に入港した際の反対デモに参加し、現職国会議員ながら公務執行妨害罪で現行犯逮捕されたことがある。このときは、楢崎が警察官を背負投げしている写真が決め手となり、執行猶予付き有罪判決を受けた。また、これに先立つ1960年5月19日にも新安保条約への抗議デモで福岡県警に逮捕されたことがあるが、このときは即時釈放されている。
妻の大叔父の松本治一郎から選挙資金を提供されて政界に入った縁から部落解放同盟とも関係が深く、1947年から福岡市の被差別部落に住み、衆院議員になってからも住み続け、1976年当時には部落解放同盟中央委員であった。松本治一郎が創業した土建会社「松本組」の監査役をつとめたこともある。
1976年のロッキード事件発覚に先立ち、1971年からロッキード社による贈賄疑惑を追い、1975年10月の衆院予算委で政府を追及していたが、この段階では証拠が不足しており、楢崎の追及は注目を集めるに至らなかった。
1978年、社会党を離党し、田英夫らとともに社会民主連合（社民連）の結成に参画して書記長に就任する。社会党離党に伴い、部落解放同盟、全電通、全日通、西鉄労組からの組織推薦を失った。一方、中道勢力の選挙協力の一環として、この選挙以降では楢崎は民社党からの推薦を受ける事になった。
1983年、衆議院予算委員会で自衛隊のクーデター計画が浮上していると喧伝。だが、このクーデター計画自体は、その後の調べで存在していないことが発覚。さらにこの情報を提供した人物が詐欺で全国に指名手配されていたことがわかり、国会は混乱することとなり、楢崎は新聞に謝罪広告を出すことになった。また、その影響で同年の総選挙で落選した。
1984年、福岡市市長選挙に「市民派連合」のキャッチフレーズで立候補したが落選する。1986年、第38回衆議院議員総選挙において当選し衆議院議員に復帰、社民連の国会対策委員長を務める。
1988年9月、国会での楢崎のリクルート未公開株譲渡問題追及の厳しい質問に対して、リクルートコスモス社は口封じの賄賂を贈ろうと試みた。その社員とのやりとりを、「おとり」となって日本テレビに隠し撮りさせた。この場面は『NNNニュースプラス1』で全国放送され、自民党一党支配崩壊の契機となった。ただしこの件は、山本七平から「賄賂を贈る瞬間を撮りたいがために即座に断らずに期待を持たせて何度も通わせたのなら権力者が故意に国民を法網にひっかけようとしたことでリクルート以上のスキャンダル」と批判されている。
1993年11月、勲一等旭日大綬章を受章。これは非自民連立政権下だが、支持者の一部には「社会党一筋だった楢崎が天皇から勲章を受けたことに違和感を覚える」とする批判する意見もあった。
1994年の社民連の解党後は自由連合に参加したが、1995年に自民党との統一会派結成に反発し離党する。その後は無所属として活動し1996年に会派「市民リーグ・民改連」に参加し、同会派の解散後は民主改革連合の会派に参加する。同年の第41回衆議院議員総選挙には立候補せず政界を引退した。
亡くなる前年の2011年7月21日にはかつて社民連時代に同志であり、内閣総理大臣となっていた菅直人に対し、東日本大震災への対応を批判した上で「直ちに辞めなさい」と辞任を促す文書を民主党の全国会議員に配布した。
2012年2月29日、自宅で倒れているのを親族が発見し、同日死亡が確認された。91歳没。福岡県警東警察署によると病死で、死亡推定時刻は2月28日朝。死没日をもって従三位に叙される（戦時中に叙された正八位より進階）。

## 政策
- 選択的夫婦別姓制度導入に賛同[31]。

## 著書
- 『楢崎弥之助の爆弾質問覚書き』学陽書房（原著1979年9月）。ASIN B000J8F5S0
- 『政界の悪を斬る!…“国会の爆弾男”が初めて明かす楢崎メモのすべて』日本文芸社（原著1997年7月）。ISBN 9784537025736。
- 『今、時を追い、政界を斬る』文芸社（原著2005年3月）。ISBN 9784835580760。
- ベトナム研究会 編『ベトナム』楢崎弥之助（原著1966年）。ASIN B000JA8JFO

## 関連書籍
- 岩尾清治『遺言・楢崎弥之助…命ひとすじ』西日本新聞社（原著2005年4月）。ISBN 9784816706325。